# 雑学家族
『雑学家族』（ざつがくかぞく）は、2012年4月28日から2013年3月23日までテレビ朝日系列（フルネット24局）で放送されていたバラエティ番組である。全27回。放送時間は毎週土曜 18:30 - 18:56。
スタッフ、内容とも『雑学王』と一部共通しているが、家族そろって見られるようなアットホームな体裁をとっている。同年7月からは北日本放送（富山県、日本テレビ系列）でも遅れネットで放送されていた。また、テレビ宮崎（フジテレビ系列・日本テレビ系列・テレビ朝日系列のクロスネット）でも通常番組休止時や編成時間帯の空いた枠の穴埋め番組として不定期放送されたことがある（初放送は2012年11月4日の夕方の時間帯で、内容はテレビ朝日系列で同年10月20日放送分）。

## 出演者
- 夫 - 伊集院光

雑学王のパパという設定で、周囲が出題する雑学クイズに解答する。
- 妻 - 菊池桃子

前時間帯の『人生の楽園』に引き続いて出演。
- 長女 - 小林星蘭
- おばあちゃん - 冨士眞奈美
- 親戚のおじさん - バナナマン（設楽統・日村勇紀）
- 雑学放送局のアナウンサー - 市川寛子（テレビ朝日アナウンサー）

前番組の『二人の食卓 〜ありがとうのレシピ〜』より続投。出された雑学クイズの補足情報を伝える。

## 概要
東京近郊に住む、ごく普通の家族ながら、パパが雑学王という一家が、番組上の設定。毎回一つのテーマを取り上げ、そのテーマに関する雑学を家族や親戚のおじさん、訪問者（ゲスト）がクイズ形式で披露、それに対してパパ役の伊集院が解答する。2012年9月1日放送では、伊集院が全問正解を果たしている。
部屋に置かれたテレビ画面の中にいるアナウンサーが、家族となぜか会話をしながら、補足情報を伝える。
番組自体は19時枠の『お願い!ランキングGOLDシリーズ』や、20時枠の『関ジャニの仕分け∞』のそれぞれ2時間30分拡大SPなどで休止する事が多く、2013年1月には第1週の土曜日に『人生の楽園』の1時間スペシャルが、同年2月には第4週の土曜日（23日）にワールド・ベースボール・クラシック日本代表壮行試合「日本VSオーストラリア」の中継がそれぞれ組まれたため、開始当初の2012年4月を除いて、同年8月・11月・12月は1回しか放送されず、1回も休止されなかった月は皆無、その結果、11ヶ月の放送ながら回数は27回と、約半年分しか放送されなかった。
2013年3月23日放送を以て終了。最終回では番組終了を告げるテロップは添えられたものの、雑学家族からの番組終了の告知やご挨拶は無かった。終了後は『世界フィギュアスケート国別対抗戦2013』などの単発特番を3週放送し、同年4月20日からは、それまで日曜 18:00で放送されていた味の素一社提供料理番組『笑顔がごちそう ウチゴハン』の後継『〜世界にひとつ〜ミラクルレシピ!』を開始した。

## サブタイトル
| 放送日         | サブタイトル               | ゲスト                          |
| -------------- | -------------------------- | ------------------------------- |
| 2012年 4月28日 | 卵                         |                                 |
| 5月5日         | 高速道路                   |                                 |
| 5月12日        | 焼肉                       |                                 |
| 5月26日        | 納豆                       |                                 |
| 6月2日         | トマト                     | 川越達也                        |
| 6月9日         | お金                       |                                 |
| 6月16日        | 塩麹                       |                                 |
| 6月30日        | 肩こり                     |                                 |
| 7月7日         | 光パパが選んだ雑学ベスト15 | 浅香唯 渡部建（アンジャッシュ） |
| 7月7日         | お風呂                     |                                 |
| 7月14日        | オリンピック               | 池谷幸雄                        |
| 8月4日         | 由来の雑学スペシャル       | 横山裕（関ジャニ∞）             |
| 9月1日         | 天気                       |                                 |
| 9月8日         | パン                       |                                 |
| 9月15日        | 失敗から生まれたヒット商品 |                                 |
| 9月22日        | 緊急家族会議スペシャル     |                                 |
| 9月22日        | 銀座                       |                                 |
| 10月13日       | 古代エジプト文明           |                                 |
| 10月20日       | 日本語                     | 齋藤孝（明治大学文学部教授）    |
| 11月17日       | 神社・仏閣                 |                                 |
| 12月15日       | お金Part2                  |                                 |
| 2013年 1月19日 | 郵便                       |                                 |
| 1月26日        | 歯の健康                   |                                 |
| 2月2日         | 神社・仏閣Part2            |                                 |
| 2月9日         | マナー                     |                                 |
| 2月16日        | お金Part3                  |                                 |
| 3月9日         | プレミア                   |                                 |
| 3月16日        | 神社・仏閣Part3            |                                 |
| 3月23日        | プレミアPart2              |                                 |

## スタッフ
- 構成：安部裕之、穂坂友宏
- ナレーション：バカボン鬼塚
- TM：大島秀一
- TD：外川真一
- カメラ：松田祥宏
- 音声：江尻和茂
- 映像：永洞栄子
- 照明：佐藤清隆
- CG：藤岡見栄子
- 美術デザイン：小谷知輝
- 美術進行：吉居真夏
- 大道具：三宅紀之
- 小道具：宮本恵美子
- モニター：野口一馬
- 編集：津口聡
- MA：降籏直人
- 音響効果：板井基至
- TK：渡辺千智
- Web制作：見村浩利
- アニメ・CG：森三平
- 美術協力：テレビ朝日クリエイト
- 技術協力：IMAGICA
- ロケ技術：REC
- 編成：田中真由子
- 宣伝：椿本晶子
- 制作スタッフ：森友豊、金岡重憲、杉浦夏樹、坂口真希
- 制作進行：増井政憲
- フロアディレクター：堀脇慎志郎、西村彰吾
- 制作協力：トップシーン
- アシスタントプロデューサー：竹山知子、永瀬琢也
- ディレクター：高橋陽介、大西慶樹、山崎智史、橋詰圭太、安納隆仁
- チーフディレクター：宮城達也
- プロデューサー：奥川晃弘(以前は、ゼネラルP)、荻野健太郎、上條昌樹
- ゼネラルプロデューサー：奥田創史
- 制作著作：テレビ朝日

### 過去のスタッフ
- 編成：松瀬俊一郎、荒井祥之、池田佐和子
- 制作スタッフ：村松千宏、井上穂菜美、笹沼祥子、野口拓郎
- 制作進行：酒井徳俊
- ディレクター：西本隆洋、松原綾子
- プロデューサー：高橋貞彦、小泉哲朗